# 湊川公園駅
湊川公園駅（みなとがわこうえんえき）は、兵庫県神戸市兵庫区上沢通にある神戸市営地下鉄西神・山手線の駅である。駅番号はS06。
湊川公園の最寄り駅である。至近距離に神戸電鉄の湊川駅があり、乗換駅となっている。

## 接続する他の鉄道路線
- 神戸電鉄 - 湊川駅
  - 有馬線・神戸高速線

## 歴史
- 1983年（昭和58年）6月17日：営業を開始する[1]。
- 1993年（平成5年）7月9日：快速運転の開始に伴い、通過列車が設定される。
- 1995年（平成7年）
  - 1月17日：阪神・淡路大震災で被災し不通となる。
  - 2月16日：営業を再開する[3]。
  - 7月21日：震災後に休止していた快速が廃止される。
- 2011年（平成23年）：この年度より2年間を期限として、駅名標下広告として「川崎病院前」が掲出される[4]（以後、2018年度まで掲出を更新[5]）。
- 2022年（令和4年）：ホームドア運用開始。

## 駅構造
地下2階にコンコース、改札があり、地下3階に島式プラットホームがある地下駅である。（地下1階は神鉄湊川駅コンコース）
駅のイメージテーマは「川と橋」である。

### のりば
| 番線 | 路線         | 行先                          |
| ---- | ------------ | ----------------------------- |
| 1    | 西神・山手線 | ■三宮・新神戸・谷上方面       |
| 2    | 西神・山手線 | □名谷・学園都市・西神中央方面 |

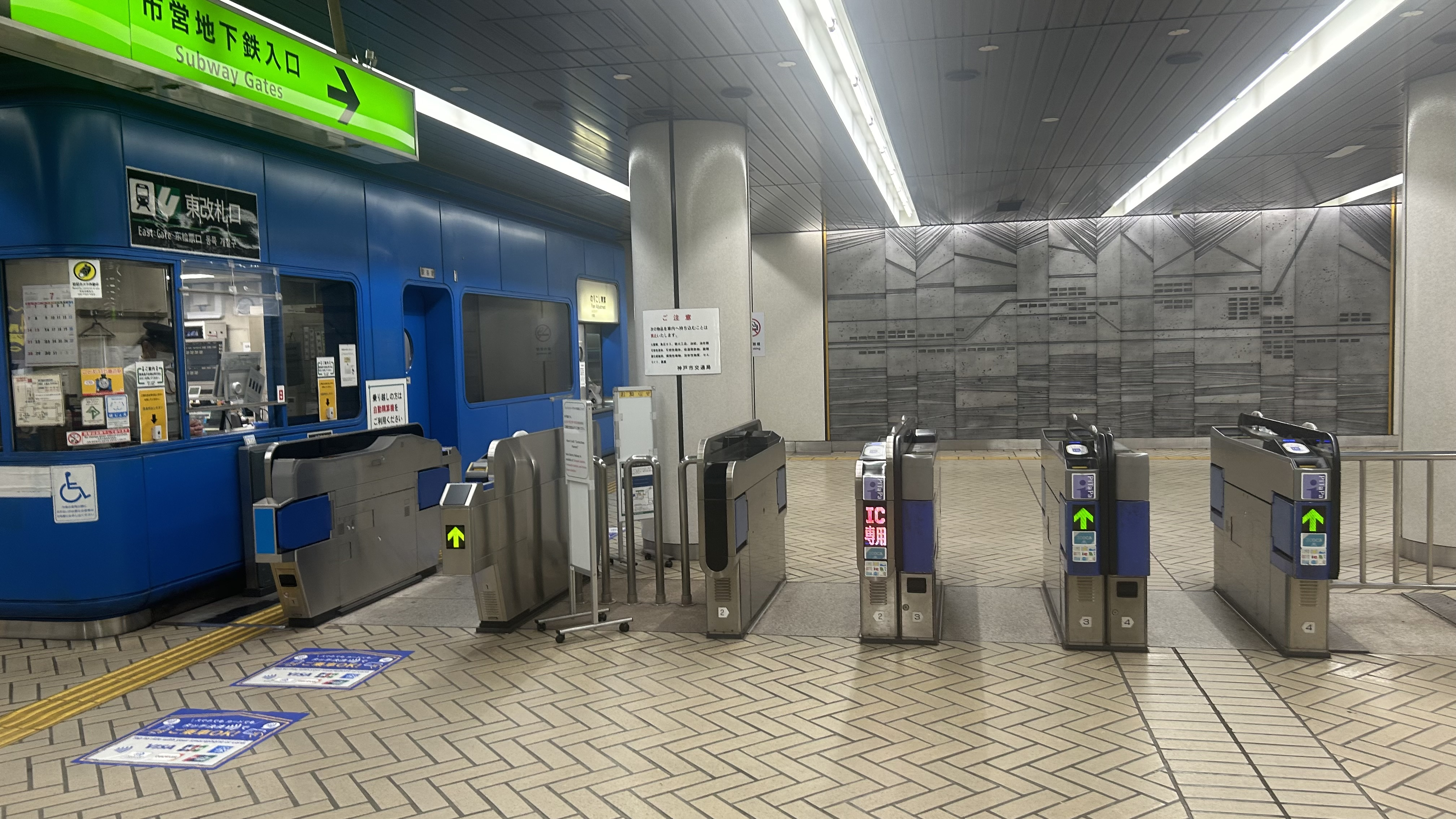
東改札口（2024年7月）
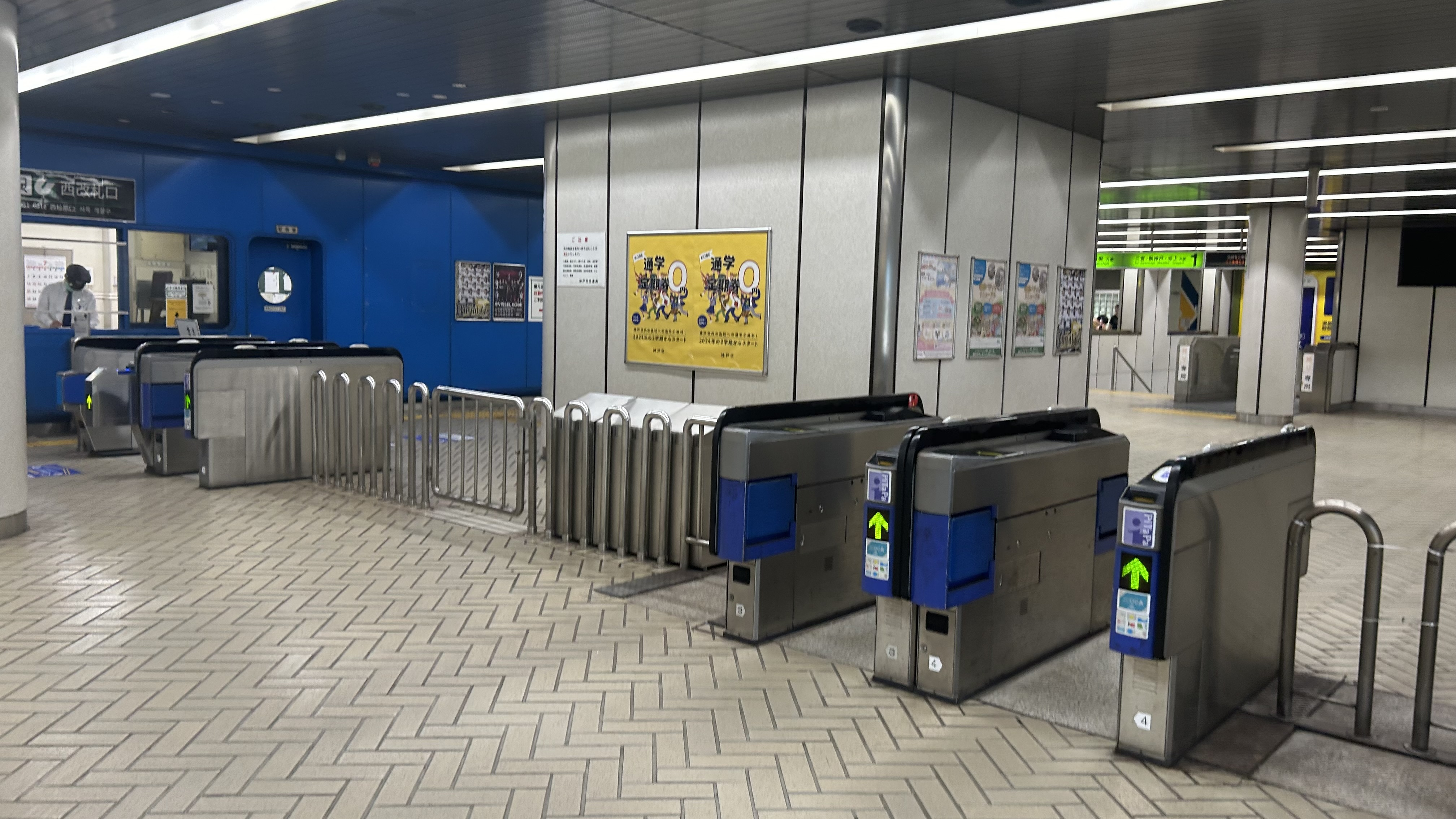
西改札口（2024年7月）
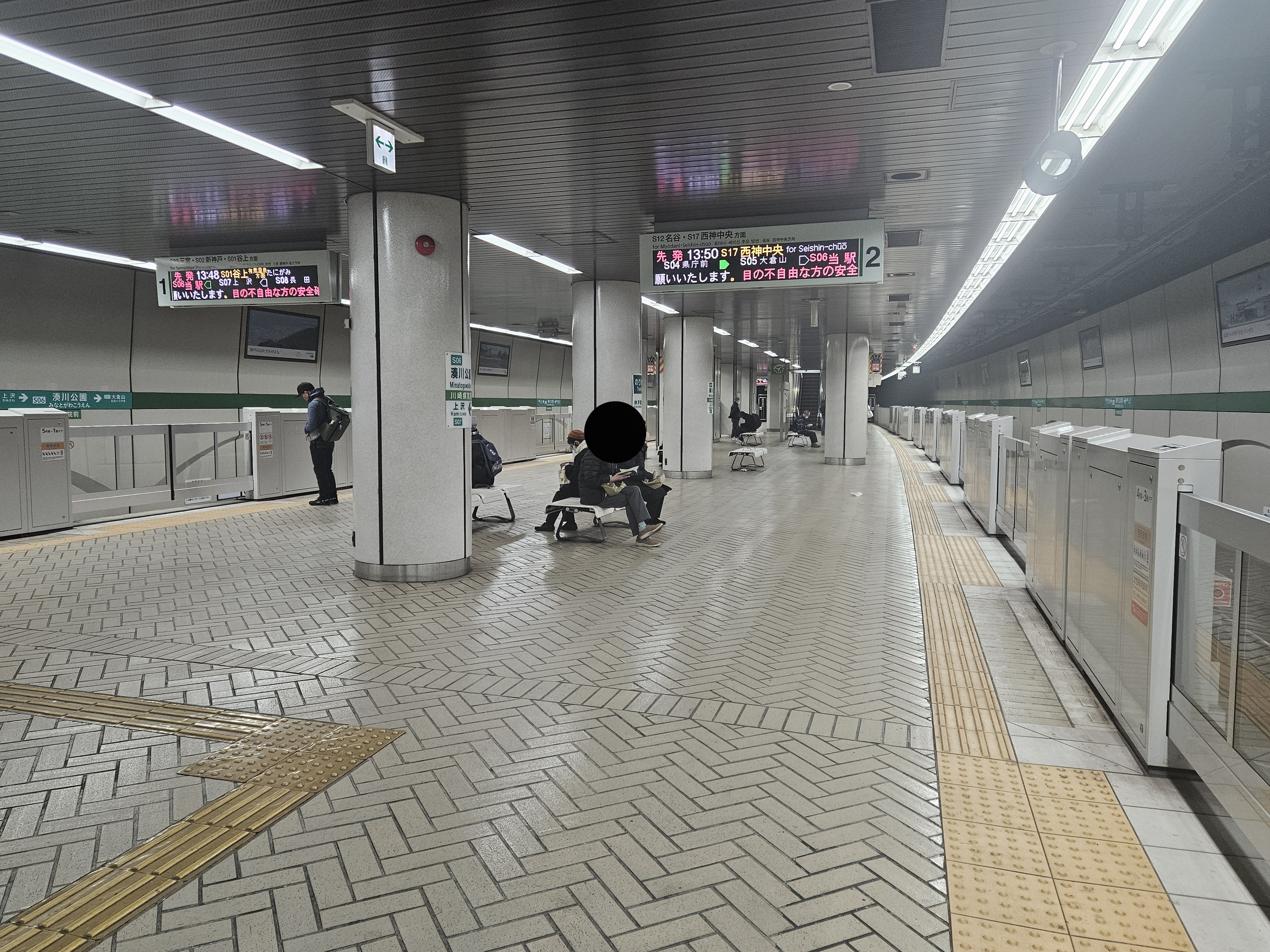
ホーム（2025年2月）

### 出口
| 出口番号 | 位置                                   | 接続改札 | 備考             |
| -------- | -------------------------------------- | -------- | ---------------- |
| 東出口1  | 神戸電鉄湊川駅直結                     | 東改札口 |                  |
| 東出口2  | 北緯34度40分46.7秒 東経135度10分02.3秒 | 東改札口 |                  |
| 東出口3  | 北緯34度40分47.1秒 東経135度10分02.8秒 | 東改札口 | エレベーターあり |
| 東出口4  | 北緯34度40分46.9秒 東経135度10分04.0秒 | 東改札口 |                  |
| 東出口5  | 北緯34度40分46.3秒 東経135度10分04.4秒 | 東改札口 |                  |
| 東出口6  | 北緯34度40分43.9秒 東経135度10分01.2秒 | 東改札口 |                  |
| 西出口1  | 北緯34度40分44.3秒 東経135度09分59.1秒 | 西改札口 |                  |
| 西出口2  | 北緯34度40分42.8秒 東経135度10分00.4秒 | 西改札口 | エレベーターあり |

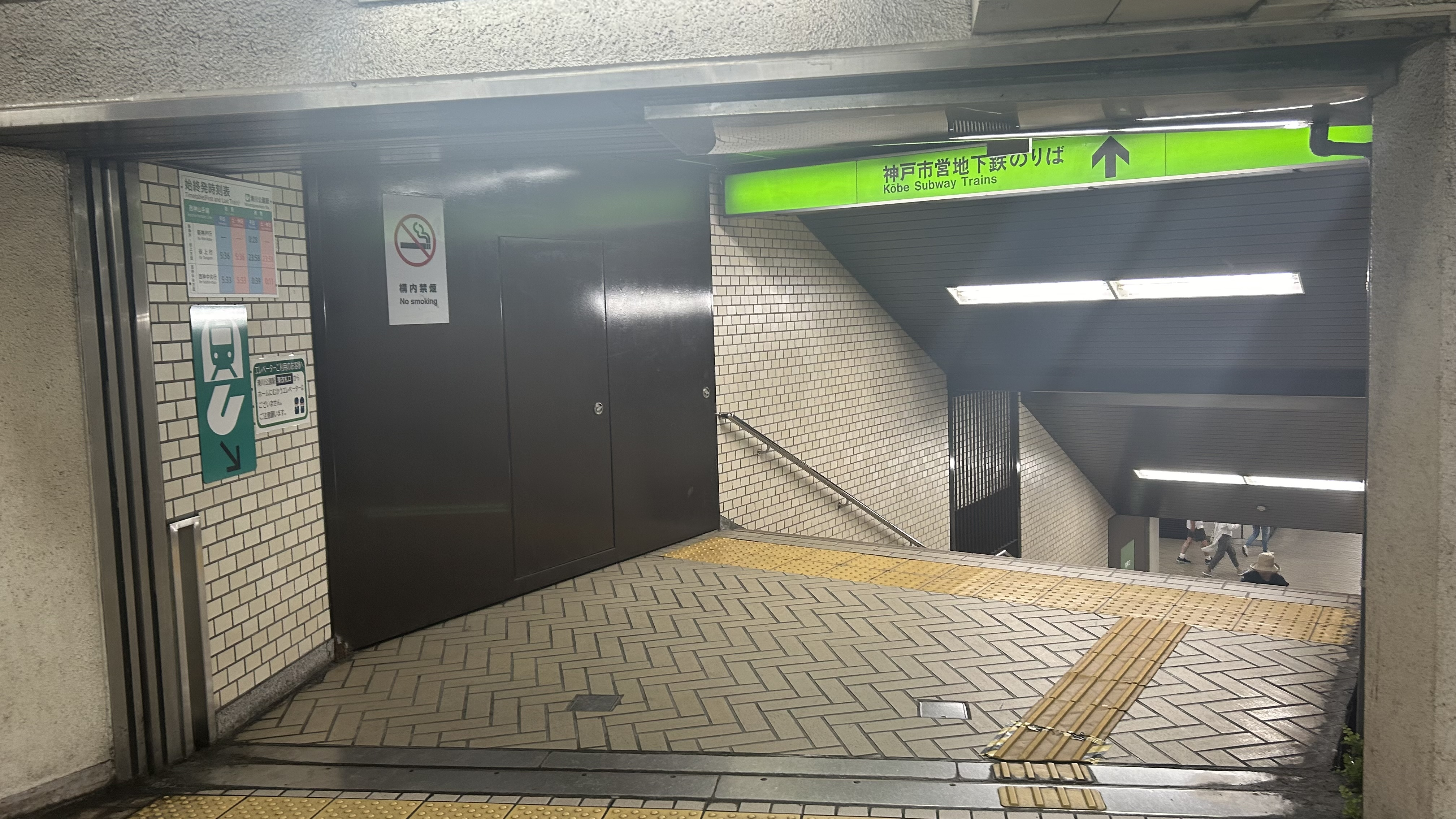
東出口1（2024年7月）
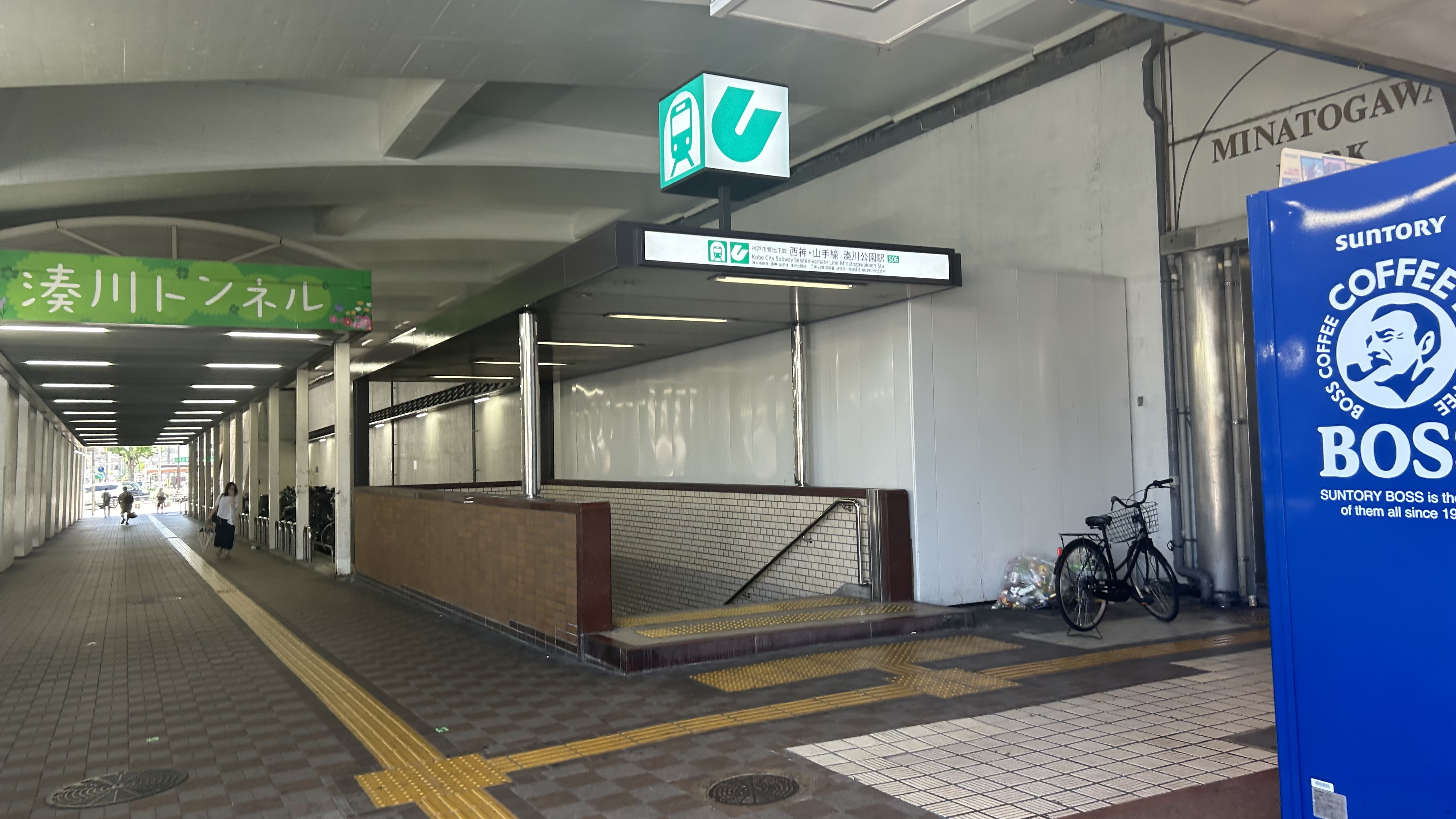
東出口2（2024年7月）
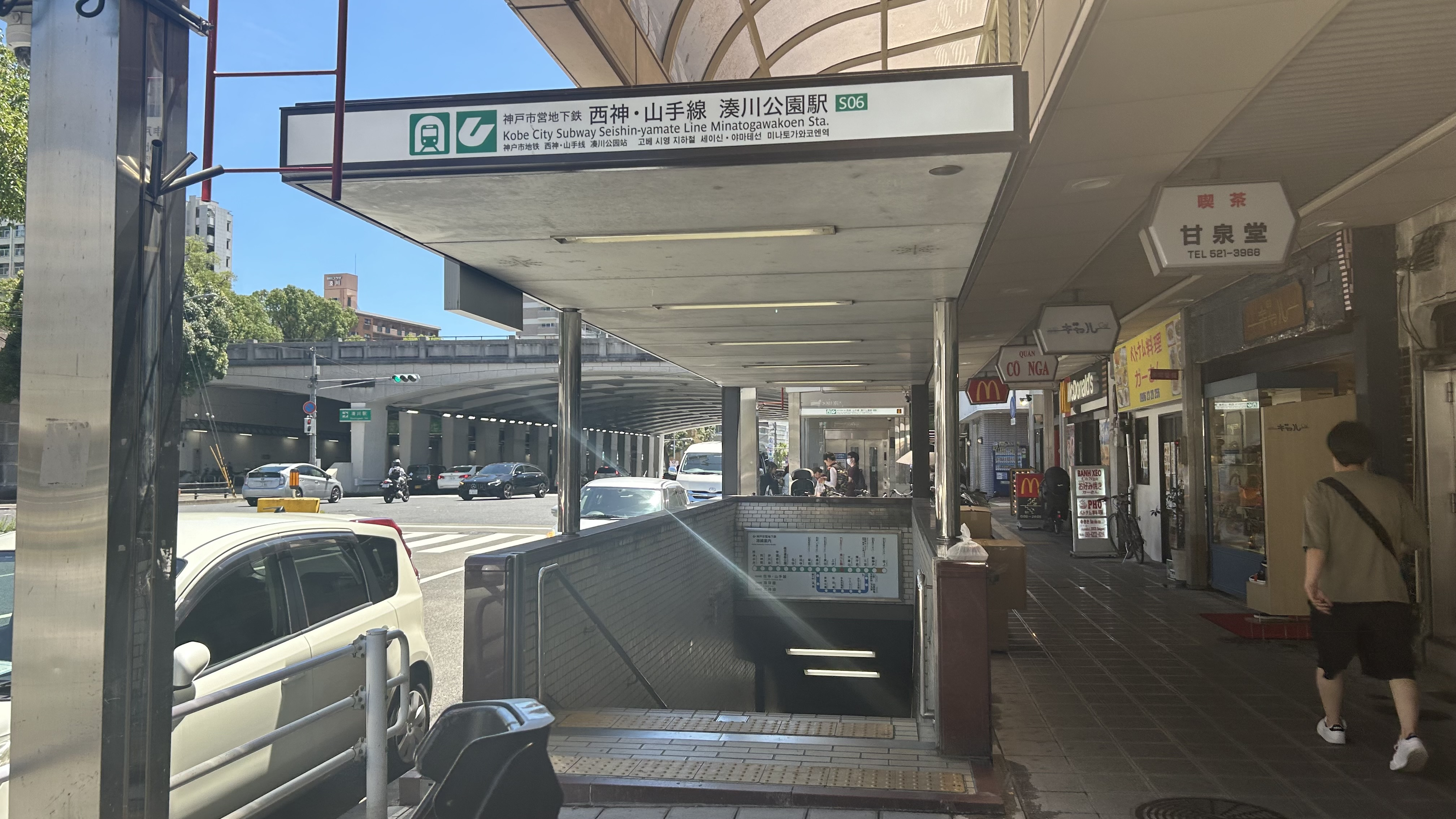
東出口3（2024年7月）
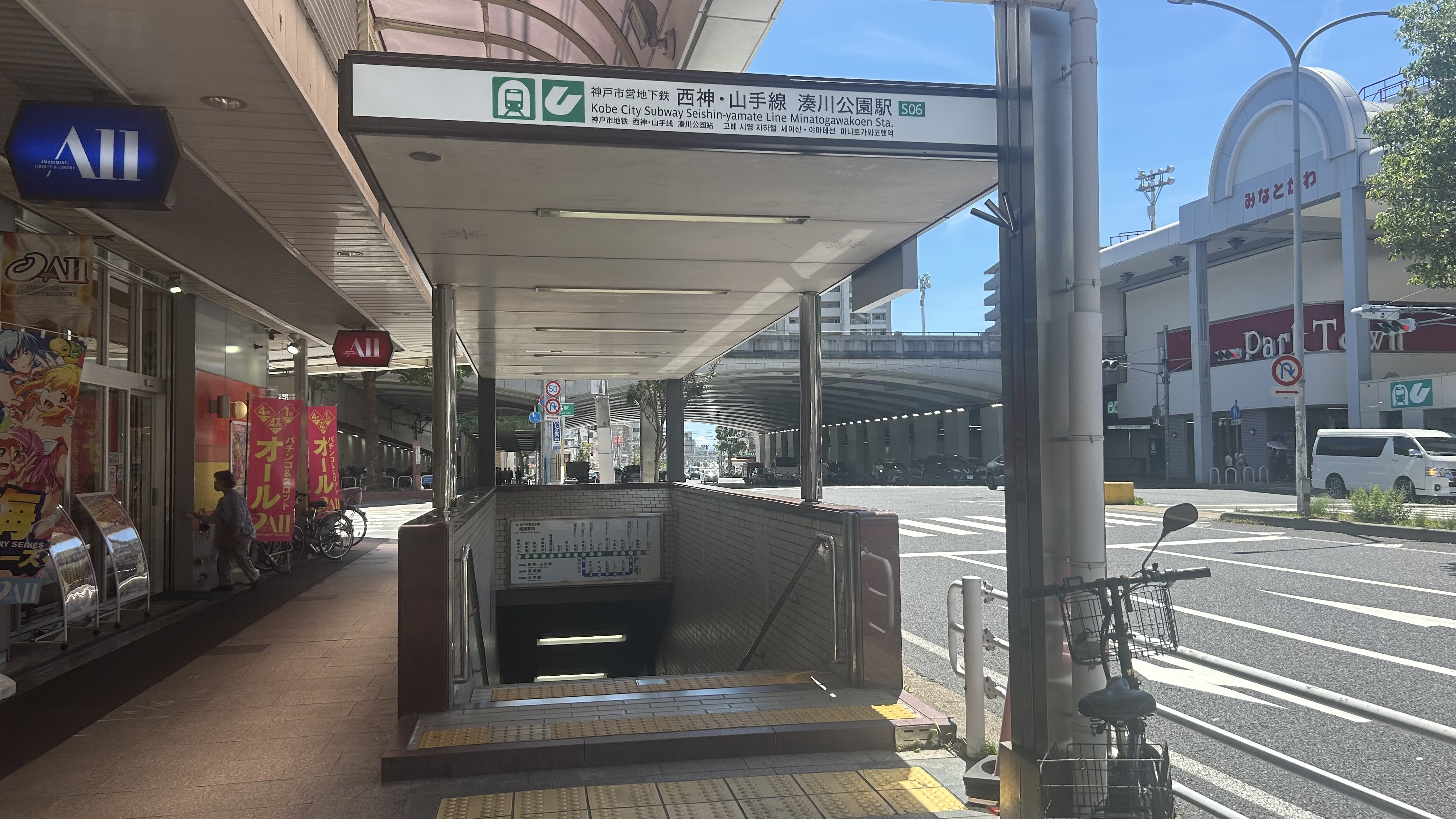
東出口4（2024年7月）
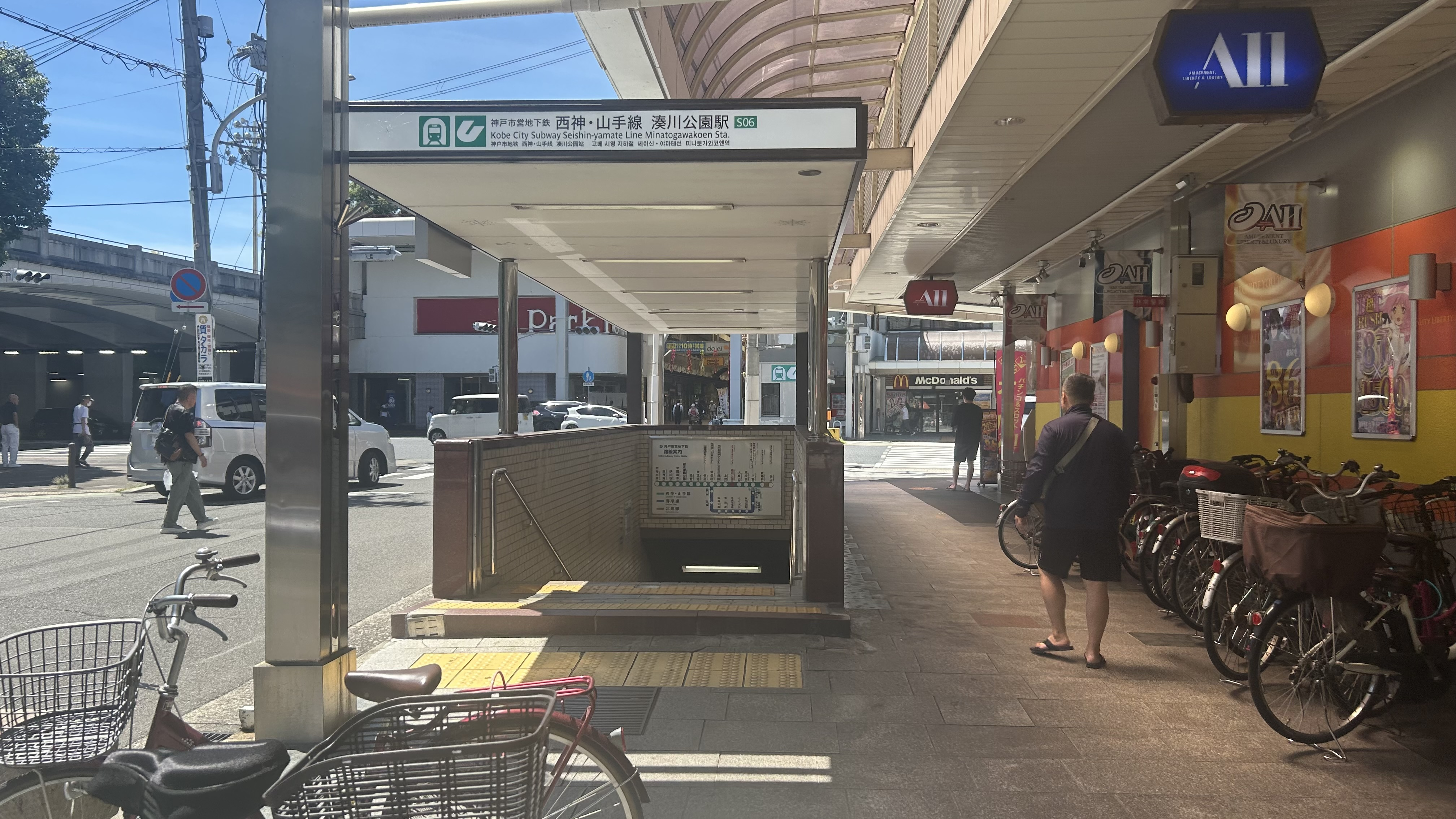
東出口5（2024年7月）
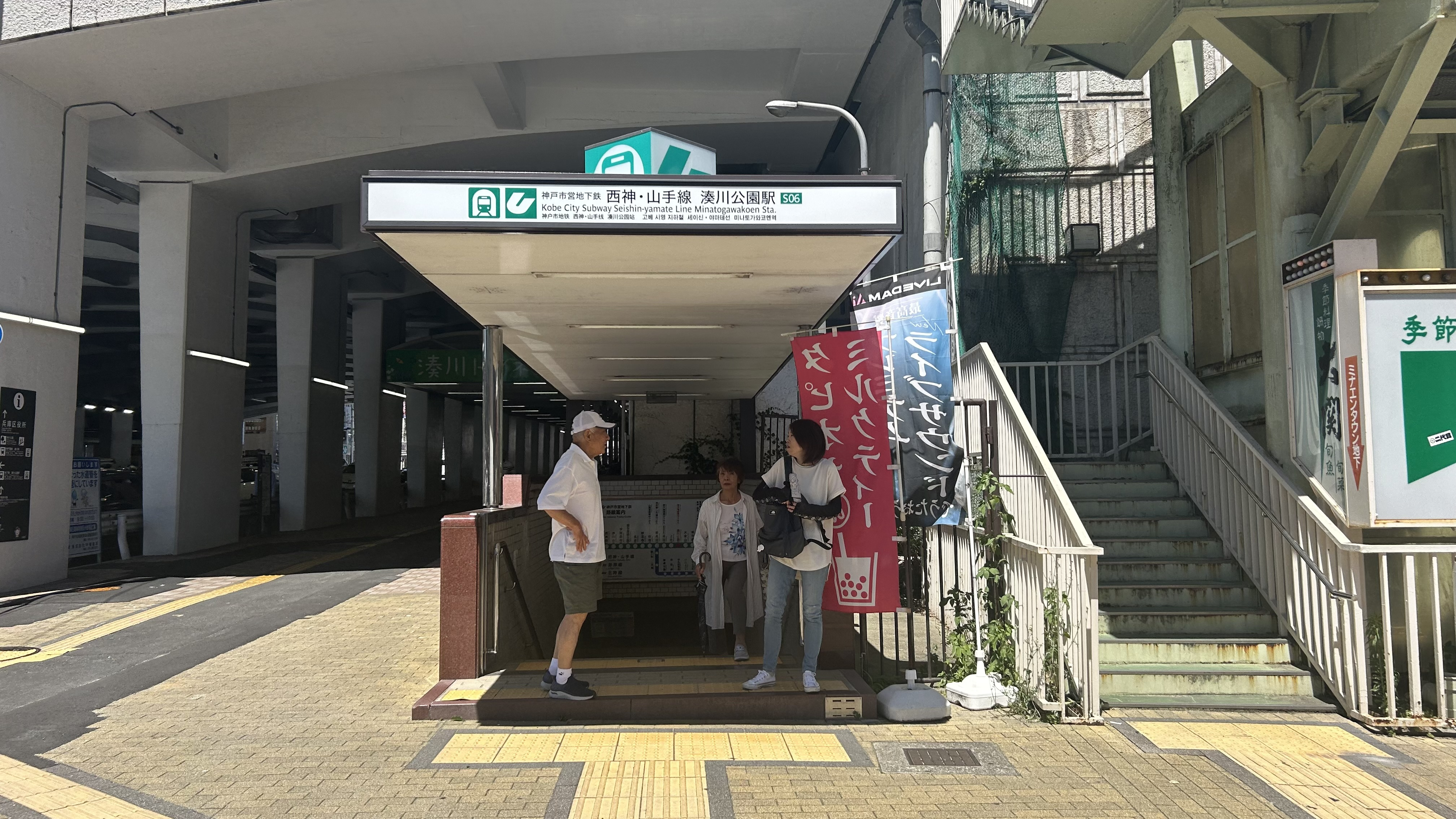
東出口6（2024年7月）
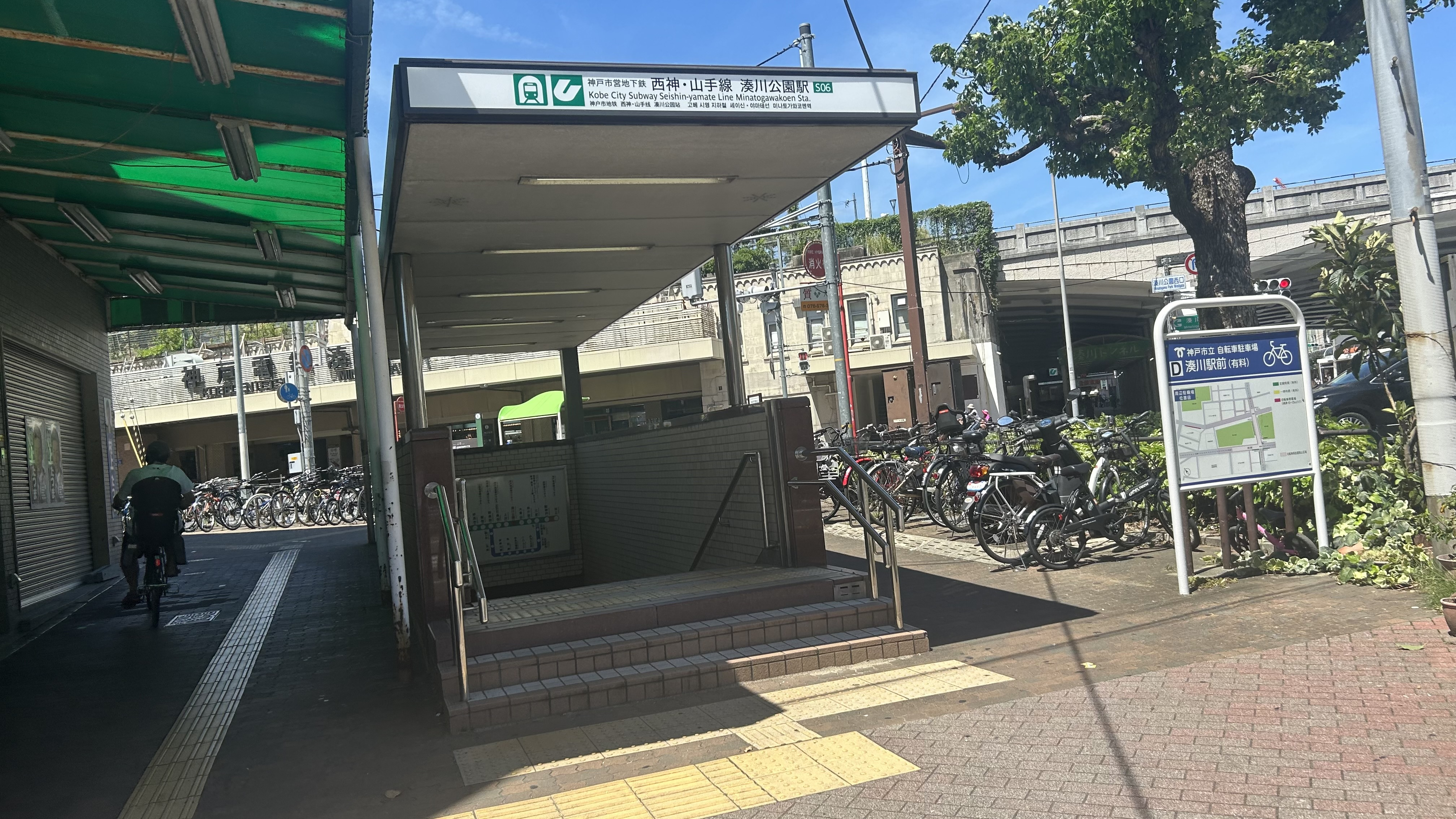
西出口1（2024年7月）
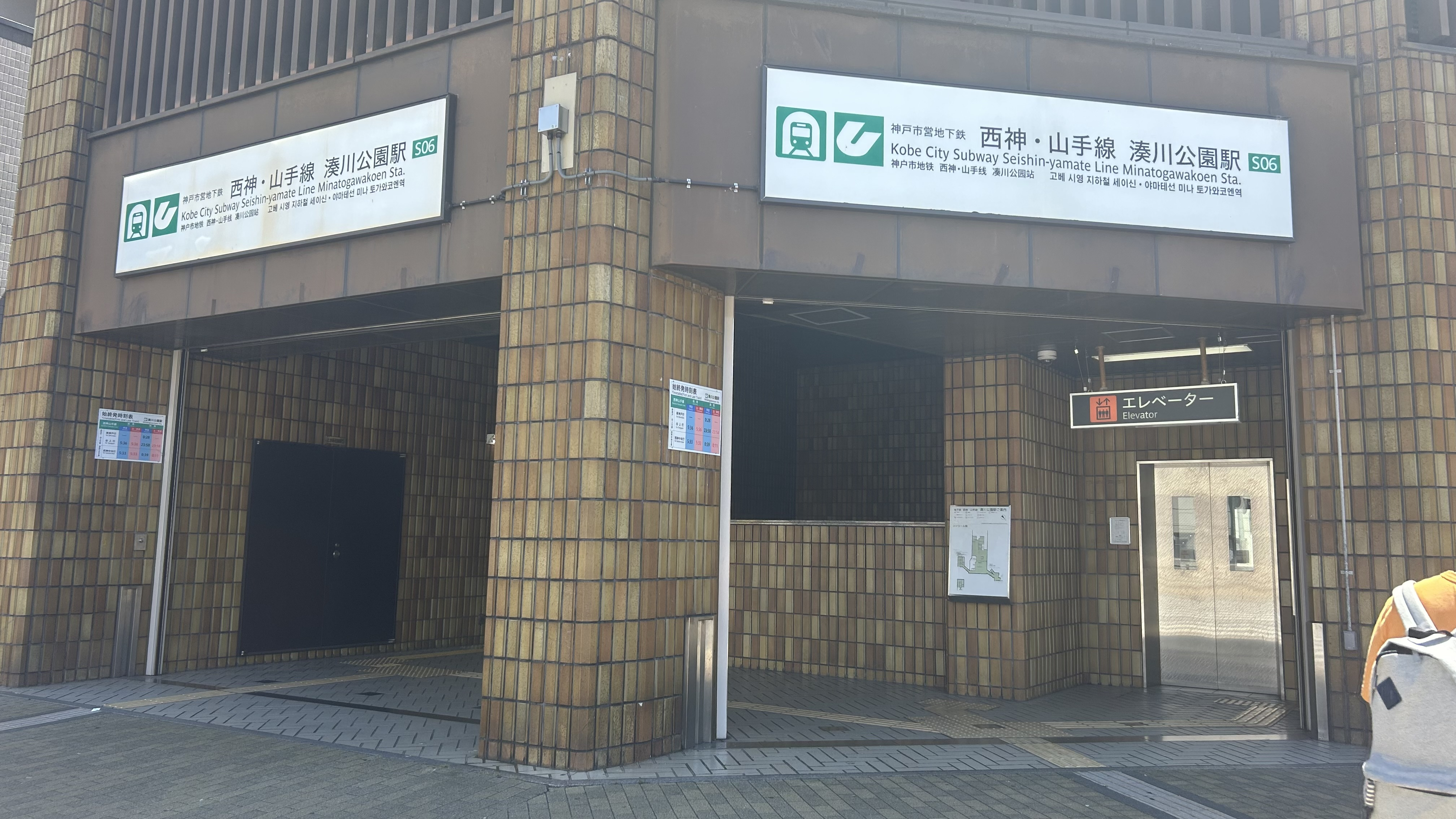
西出口2（2024年7月）

## ダイヤ
上下とも昼間時間帯は毎時8本の運行。

## 利用状況
2022年度の1日平均乗車人員は8,938人である。
近年の1日平均乗車人員の推移は下記の通りである。
| 年度               | 1日平均 乗車人員 |
| ------------------ | ---------------- |
| 1995年（平成07年） | 13,958           |
| 1996年（平成08年） | 13,675           |
| 1997年（平成09年） | 12,903           |
| 1998年（平成10年） | 12,227           |
| 1999年（平成11年） | 11,597           |
| 2000年（平成12年） | 10,597           |
| 2001年（平成13年） | 13,105           |
| 2002年（平成14年） | 12,488           |
| 2003年（平成15年） | 12,198           |
| 2004年（平成16年） | 11,891           |
| 2005年（平成17年） | 11,843           |
| 2006年（平成18年） | 11,838           |
| 2007年（平成19年） | 11,756           |
| 2008年（平成20年） | 11,590           |
| 2009年（平成21年） | 10,457           |
| 2010年（平成22年） | 10,314           |
| 2011年（平成23年） | 10,192           |
| 2012年（平成24年） | 10,202           |
| 2013年（平成25年） | 10,677           |
| 2014年（平成26年） | 10,585           |
| 2015年（平成27年） | 10,732           |
| 2016年（平成28年） | 10,486           |
| 2017年（平成29年） | 10,513           |
| 2018年（平成30年） | 10,419           |
| 2019年（令和元年） | 10,394           |
| 2020年（令和02年） | 8,057            |
| 2021年（令和03年） | 8,264            |
| 2022年（令和04年） | 8,938            |

## 駅周辺
駅の直上には湊川公園が設けられている。
南へ新開地に至る湊川の旧河道は神戸を代表する繁華街であったが、神戸の中心が東の三宮に移ったため、かつてほどの活気はない。
- 兵庫区役所
- 兵庫公会堂
- 兵庫県兵庫警察署
- 神戸市消防局兵庫消防署
- 湊川公園（駅上）
- 荒田公園
- 金刀比羅宮神戸分社
- 夙川中学校・高等学校（旧・神戸学院大学附属高等学校校舎に移転）
- 神戸市立湊川中学校・神戸市立楠高等学校（校舎共有）
- 神戸市立会下山小学校
- 医療法人川崎病院
- 湊川商店街
- パルシネマしんこうえん（映画館）
- 人工衛星饅頭
- 三井住友銀行神戸東山出張所  - ※2020年11月2日より、湊川支店が兵庫支店（新開地駅の近く）内に移転しており、ATMのみの店舗となっている。

### バス路線
- 神戸市営バス・阪急バス・神姫バス 湊川公園西口バス停
- 神姫バス山手線 湊川公園東口バス停

## 隣の駅
神戸市営地下鉄
西神・山手線
大倉山駅 (S05) - 湊川公園駅 (S06) - 上沢駅 (S07)
- 括弧内は駅番号を示す。